# Gusztáv praktikus
A Gusztáv praktikus a Gusztáv című rajzfilmsorozat második évadának tizenötödik epizódja.

## Rövid tartalom
Gusztáv ötletes újításokat eszel ki, a gyári présgéppel már aprópénzt is gyárt. Börtönbe kerül, azonban ott sem szűkölködik ötletekben.

## Alkotók
- Rendezte: Remenyik Lajos
- Írta: Nepp József
- Zenéjét szerezte: Pethő Zsolt
- Operatőr: Neményi Mária
- Hangmérnök: Horváth Domonkos
- Vágó: Czipauer János
- Háttér: Lengyel Zsolt
- Rajzolták: Bánki Katalin, Koltai Jenő, Peres Júlia
- Színes technika: Dobrányi Géza, Kun Irén
- Gyártásvezető: Kunz Román

Készítette a Pannónia Filmstúdió.